# خوان وردو
خوان وردو (انگلیسی: Joan Verdú؛ زادهٔ ۵ مهٔ ۱۹۸۳) بازیکن فوتبال اهل اسپانیا است.
از باشگاه‌هایی که در آن بازی کرده است می‌توان به باشگاه فوتبال بارسلونا بی، دپورتیوو لاکرونیا، اسپانیول، باشگاه فوتبال بارسلونا سی، و بارسلونا اشاره کرد. وردو سابقه عضویت در تیم ملی نوجوانان اسپانیا را در کارنامه خود دارد.